# Вукмир Стефановић
Вукмир Стефановић је према казивању дубровачког историчара Мавра Орбина (1563–1614) био син и наследник краља Стефана, владара Хрватске и Босне. Према истом извору, Вукмир је наследио оца у краљевској власти. У склопу истог казивања, Мавро Орбин је у свом Краљевству Словена (1601) забележио да је Вукмира наследио млађи брат Крешимир. Пошто је дело овог позног дубровачког историчара једини извор у коме се помиње краљ Вукмир, историчари га сматрају непотврђеном историјском личношћу.
Насупрот томе, у савременој историографији и публицистици се јавља неколико теорија о личности, пореклу и историјској улози Вукмира Стефановића, али ни једна од тих теорија нема потврду у историјским изворима.